# Bolinichthys indicus
Bolinichthys indicus és una espècie de peix marí de la família dels mictòfids i de l'ordre dels mictofiformes.
Els adults poden assolir 4,5 cm de longitud total. És un peix d'aigües profundes que viu entre 25-900 m de fondària a l'Atlàntic oriental (des de la península Ibèrica fins a Mauritània i també des de Namíbia fins a Sud-àfrica), l'Atlàntic occidental, l'Índic (entre 20°S i 45°S) i Papua Nova Guinea.